# Jorge Alberti (actor)
Jorge Alberto Martínez (Mayagüez, Puerto Rico; 31 de marzo de 1977), de nombre artístico Jorge Alberti, es un actor, modelo y productor puertorriqueño. Ha trabajado en su natal Puerto Rico así como en telenovelas realizadas en Estados Unidos, Chile y México

## Biografía
Jorge Alberto Martínez, nació en el Pueblo de Mayagüez, Puerto Rico. Cuenta con una gran trayectoria en Televisión. Desde que era un niño, mostró interés por todo lo relacionado con arte, deportes, música, baile y actuación. A los 11 años, tomó clases de guitarra y básicos de piano. Estudió en la Escuela Madre Cabrini y perteneció al Club de Teatro, donde mostró sus habilidades como actor en varias obras. También formó parte del equipo de voleibol y su dedicación le llevó a ser el mejor jugador del equipo durante tres años consecutivos.
En 1995, Jorge viajó a Florida, donde cursó dos años de Animación digital en el Instituto de Arte Fort Lauderdale. En 1999 regresó a Puerto Rico donde completó el Bachillerato de Artes Gráficas en la Universidad de Sagrado Corazón. En su tiempo libre, Alberti trabajó como modelo en varias revistas populares y en el programa "No Te Duermas" de la cadena Telemundo/NBC Puerto Rico. En 1999 Jorge asistió a clases de actuación con el reconocido actor puertorriqueño Teófilo Torres. Tuvo la oportunidad de actuar en varias obras de teatro lo que le abrió numerosas puestas como “Diálogo de Carmelitas” y “Amor al Prójimo” en el Centro de Bellas Artes de Santurce, Puerto Rico.

## Carrera
En el 2002, viajó a México para competir en el certamen de modelaje y actuación “Intermodel 2002 Acting and Modeling Competition” adquiriendo dos medallas de oro en ambas categorías. Luego de este evento su carrera continuó en ascenso. Jorge hizo aparición en la novela mexicana Como en el Cine en la cadena de televisión TV Azteca de México. La participación de Alberti en el programa La Isla de la Tentación Telemundo/NBC—USA fue su entrada triunfal al mundo de la actuación en los Estados Unidos: estuvo como invitado especial en las afamadas novelas latinoamericanas Gata Salvaje 2002 interpretó a Jose Ignacio y Ángel Rebelde hizo el personaje de Pablo, 2004; en las mini series Al filo de la ley (Univisión) y America's Most Wanted (Fox TV); actuaciones estelares en las novelas Amor descarado, 2003, interpretando a Gustavo y Anita, no te rajes realizó el papel de El Fresa, 2004 (Telemundo/NBC—USA) y trabajo en la novela Passions que se transmite por NBC/Universal. Realizó una película titulada "Del cielo a la tierra" en la que encarnaba a un sacerdote llamado Padre Miguel Ángel.
Jorge lleva en serio su carrera como actor, tan así que continúa tomando clases de actuación con diferentes profesores profesionales en la materia. Algunos son Roberto Moll (prominente actor Peruano) en Miami, y Patrick Malone en el Estudio de Actores en Los Ángeles. En el 2005 trabajó en una telenovela puertorriqueña llamada Dueña y señora en el papel de Willy, en los estudios de Telemundo/NBC Puerto Rico su personaje trataba de un homosexual. Además ha participado además en la película The Argentine, protagonizada por el actor puertorriqueño ganador de un Óscar Benicio del Toro que interpreta al fenecido revolucionario argentino Ernesto "Che" Guevara. En el filme, Alberti hizo el papel del soldado cubano Héctor, aunque aspiraba a interpretar al revolucionario cubano Camilo Cienfuegos (1932-1959), pero el chileno Santiago Cabrera consiguió hacerse con ese rol. Alberti indicó que la fórmula para tener éxito es "ser positivo y perseverante", pues si no llevas estas características en tu carrera profesional "pierdes las esperanzas".
En el 2007, participó en la teleserie de (Canal 13) Chile, Lola (Telenovela), en el papel principal, interpretando a Lalo Padilla. En el (XLIX Festival Internacional de la Canción de Viña del Mar Chile 2008) fue candidato a Rey Feo del Festival y terminó en primer lugar con 80 votos mientras el participante que quedó en segundo lugar obtuvo 20 votos. En marzo del 2008 participó en la teleserie Don Amor de (Canal 13) Chile, mientras el hace uno de los personajes principales de la teleserie, interpretando a Lucián Carvajal. Jorge volvió a participar en (TV Azteca) en 2009 en Vuelveme a querer, con el papel principal, interpretando a Ricardo Robles trabajo junto a la actriz Mariana Torres, y el actor Omar Fierro entre otros.
En el 2010 realizó la película "The Elite Movie" interpretando al personaje Raul al lado de la ex-Universe Denise Quiñones; una película realizada en Puerto Rico. En este mismo año ha hecho tres personajes en la Serie Extremo de (Telemundo, Puerto Rico). En el primer capítulo que salió fue "Chillax 24/7" se trataba de Drogadicción, en el segundo fue "Dios de Barro", se trataba de un Mitómano, el tercero fue el tema "Pecardor de Almas" interpretando, a Carlos. 
En el 2013 realizò la telenovela Hombre tenías que ser interpretanto a Franco Santoyo realizaba propuestas de diseños para anuncios de TV, Empresas entre otros, tuvo la oportunidad de trabajar junto a la actriz Ivonne Montero, los actores Víctor González y Matias Novoa.
En 2015 realizó el reto de entrar al reality de TV Azteca, La isla, el reality.
En 2018 participó en La bella y las bestias interpretando a Mike producida por Univision y en la serie Las Buchonas en Blim TV.  
En 2020 realizó una participación especial en 100 días para enamorarnos producida por Telemundo.
En 2022 anunció que había creado una cuenta de Onlyfans en la que sus seguidores en esa red social podrían disfrutar de su contenido erótico. Posteriormente el actor público imágenes explícitas donde aparecía desnudo mostrando su pene erecto y sus nalgas.

## Vida personal
El 26 de diciembre de 2008, contrajo matrimonio con su pareja Katia Parrilla en un evento privado efectuado en San Juan, Puerto Rico. La ceremonia contó con la presencia de familiares y amigos cercanos, entre los que destacaron el cantante Luis Fonsi y su esposa, la actriz Adamari López, además de Nydia Caro y José Ignacio "Chascas" Valenzuela, creador y guionista de Don Amor. Jorge Alberti y su pareja Katia Parrilla se conocieron en 2005, y en 2006 comenzaron una relación. Siguiendo así hasta hoy. Se unieron en matrimonio durante una sencilla ceremonia celebrada en el restaurante Antonio's en Condado, sellando así una relación de amor de tres años 15 de septiembre de 2009, Jorge se convierte en padre de Isabella Mía.

## Filmografía

### Televisión
- Armas de mujer (2022) - Cuchillas[6]
- 100 días para enamorarnos (2021) - Erick Méndez[7]
- Las Buchonas (2018-2019) - Leonidas[8]
- La bella y las bestias (2018) - Mike
- Hombre tenías que ser (2013-2014) - Franco Santoyo
- La otra cara del alma (2012-2013) - Armando de Alba
- Emperatriz (2011) - Nicolás "Nico" Galván
- Serie extremo (2011) - Carlos Ep: El pescador de almas y Ep: Chillas 24/7
- Vuélveme a querer (2009) - Ricardo Robles
- Don Amor (2008) - Lucián Carvajal
- Lola (2007) - Pepe Galindo / Lalo Padilla
- Passion (2005-2006) - Roberto
- Dueña y señora (2005) - Willy
- Anita, no te rajes (2004) - El Fresa
- Ángel rebelde (2004) - José Luis
- America's Most Wanted (2004)
- Al filo de la tentación (2004)
- Amor descarado (2003) - Gustavo
- Gata salvaje (2002) - Pablo
- Como en el cine (2001)

### Películas
- Juan Apóstol, el mas amado[9] (2017) - Emperador de Efesos
- The Railroad (2015)
- El turista (corto)
- Back to the beginning (2015) - Erick Montalvo
- Los Reyes: La verdadera historia del Buster y el Camaleón (2014) - El Camaleón
- Del cielo a la tierra (2012) - Padre Miguel Ángel
- Not even the devil (2011) - Miguel Torres
- The Elite (2010) - Raúl
- Oh Baby! (2008) - Pablo
- Che: El argentino (2008) - Héctor
- Spare parts (corto) (2006)

### Programas
- La isla. el reality (2015) - Participante[10]
- México baila (2013) - Participante
- Fiebre de baile (2011) - Participante
- Teatro en CHV (2011) - Benjamin
- Acoso textual (2010) - El mismo
- Festival Internacional de la Canción de Viña del Mar (2008) - El mismo
- La isla la tentación (2002) - Participante[11]

### Teatro
- Diálogos de Carmelitas
- Amor al prójimo

### Director
- Utopia (película) (2015)